# Malmbäcks socken
Malmbäcks socken i Småland ingick i Västra härad (och före 1886 del i Tveta härad) i Njudung, ingår sedan 1971 i Nässjö kommun i Jönköpings län och motsvarar från 2016 Malmbäcks distrikt.
Socknens areal är 180 kvadratkilometer, varav land 177,41. År 2000 fanns här 1 717 invånare. Tätorten Malmbäck med sockenkyrkan Malmbäcks kyrka ligger i socknen. 

## Administrativ historik
Malmbäcks socken har medeltida ursprung.
Före 1886 hörde till Tveta härad Göstorp, Kansjö by, Floeryd, Slätteryd och Botarp  som hörde till Forserums jordebokssocken.
Vid kommunreformen 1862 övergick socknens ansvar för de kyrkliga frågorna till Malmbäcks församling och för de borgerliga frågorna till Malmbäcks landskommun. Denna senare utökades 1952 innan den 1971 uppgick  i Nässjö kommun.
1 januari 2016 inrättades distriktet Malmbäck, med samma omfattning som församlingen hade 1999/2000.  
Socknen har tillhört samma fögderier och domsagor som Västra härad. De indelta soldaterna tillhörde Jönköpings regemente, Västra härads kompani och Smålands grenadjärkår, Liv- och Jönköpings kompanier.

## Geografi
Malmbäcks socken ligger sydväst om Nässjö och rymmer sydsvenska höglandet högsta punkt (Tomtabacken) med 377 meter över havet. Socknen är mossrik och karg skogsbygd, kuperad söderut.

## Fornlämningar
Några gravrösen från bronsåldern och äldre järnåldern finns här samt några domarringar.

## Namnet
Namnet (1292 Malbäc), taget från kyrkbyn, innehåller som förled mal grovt grus vid rinnande vatten, och efterleden bäck.

### Fotnoter
1. 1 2 3  Svensk Uppslagsbok andra upplagan 1947–1955: Malmbäck socken
2. 1 2  Harlén, Hans; Harlén Eivy (2003). Sverige från A till Ö: geografisk-historisk uppslagsbok. Stockholm: Kommentus. Libris 9337075. ISBN 91-7345-139-8
3. ↑  Administrativ historik för Malmbäck socken (Klicka på församlingsposten). Källa: Nationella arkivdatabasen, Riksarkivet.
4. ↑  Indelta soldater, torp och rotar i Jönköpings län Arkiverad 24 januari 2012 hämtat från the Wayback Machine. Jönköpingsbygdens Genealogiska Förening
5. 1 2  Sjögren, Otto (1931). Sverige geografisk beskrivning del 2 Östergötlands, Jönköpings, Kronobergs, Kalmar och Gotlands län. Stockholm: Wahlström & Widstrand. Libris 9939
6. 1 2 3  Nationalencyklopedin
7. ↑  Fornlämningar, Statens historiska museum: Malmbäcks socken
8. ↑  Fornminnesregistret, Riksantikvarieämbetet: Malmbäcks socken Fornminnen i socknen erhålls på kartan genom att skriva in sockennamn (utan "socken") i "Ange geografiskt område"